# Kesselwand (Ammergauer Alpen)
Die Kesselwand ist ein Berg in den Ammergauer Alpen auf dem Gebiet der Gemeinde Halblech.
Sie ist Teil des hufeisenförmigen Kamms, auf dem sich noch Vorderscheinberg und Hasentalkopf erheben. 
Der Gipfel lässt sich vom Bäckenalmsattel aus erreichen.